# Eliel Saarinen
Gottlieb Eliel Saarinen (finsko [ˈelie̯l ˈsɑːrinen]), finsko-ameriški arhitekt, * 20. avgust 1873, Rantasalmi, Veliko vojvodstvo Finska, † 1. julij 1950, Bloomfield Hills, Michigan, Združene države Amerike.
Znan je po svojem delu s stavbami v slogu art nouveau v zgodnjih letih 20. stoletja. Bil je tudi oče slavnega arhitekta Eera Saarinena.

## Življenje in delo na Finskem
Saarinen se je izobraževal v Helsinkih na Tehniški univerzi v Helsinkih. Od leta 1896 do 1905 je delal kot partner s Hermanom Geselliusom in Armasom Lindgrenom v podjetju Gesellius, Lindgren, Saarinen. Njegovo prvo večje delo s podjetjem, finski paviljon na svetovni razstavi v Parizu 1900, je pokazal izjemno konvergenco slogovnih vplivov: finske lesene arhitekture, britanske gotike in Jugendstila. Saarinenovo zgodnjo maniro so pozneje poimenovali finska nacionalna romantika in je dosegla vrhunec na glavni železniški postaji v Helsinkih (zasnovana 1904, zgrajena 1910–14).
Od leta 1910 do 1915 je delal na obsežnem urbanističnem projektu Munksnäs-Haga in kasneje izdal knjigo o tej temi. Januarja 1911 je postal svetovalec pri urbanističnem načrtovanju v Talinu, gubernija Estonije, in bil povabljen v Budimpešto, da svetuje pri razvoju mesta. Leta 1912 je izšla brošura, ki jo je napisal Saarinen o problemih načrtovanja Budimpešte. Na mednarodnem natečaju za načrtovanje nove avstralske prestolnice Canberre leta 1912 je bil drugi za Walterjem Burleyjem Griffinom, naslednje leto pa je prejel nagrado za prvo mesto na mednarodnem natečaju za svoj načrt mesta Reval, danes znanega kot Talin. Od leta 1917 do 1918 je Saarinen delal na načrtu mesta za večje Helsinke. Oblikoval je tudi serijo poštnih znamk, izdanih leta 1917, in bankovce finske marke, uvedene leta 1922.
Po ločitvi od prve žene Mathilde (ki se je nato poročila s Hermanom Geselliusom) 6. marca 1904 se je Saarinen poročil s svojo drugo ženo Louise (Lojo) Gesellius, kiparko v Helsinkih in mlajšo sestro Hermana Geselliusa. 31. marca 1905 se jima je rodila hči Eva-Lisa (Pipsan), 20. avgusta 1910 pa sin Eero.

## Selitev v Združene države Amerike
Eliel Saarinen se je leta 1923 preselil v Združene države Amerike po prijavi na tekmovanje za Tribune Tower v Chicagu v Illinoisu in osvojil drugo mesto. Čeprav ni bil zgrajen, je poenostavljena zasnova navdihnila arhitekturo številnih drugih nebotičnikov. Saarinen se je najprej naselil v Evanstonu v Illinoisu, kjer je delal na svojem načrtu za razvoj čikaškega jezera. Leta 1924 je postal gostujoči profesor na univerzi v Michiganu.
Leta 1925 ga je George Gough Booth prosil, naj oblikuje kampus izobraževalne skupnosti Cranbrook, ki naj bi bil ameriški ekvivalent Bauhausu. Saarinen je tam poučeval in leta 1932 postal predsednik Akademije umetnosti Cranbrook. Med njegovimi študenti-sodelavci sta bila Ray Eames (takrat Ray Kaiser) in Charles Eames; Saarinen je vplival na njuno poznejše oblikovanje pohištva.
V letih 1929–34 je Saarinen prispeval načrte izdelkov za Wilcox Silver Plate Co. / International Silver Company v Meridenu v Connecticutu. Njegova ikonična čajna žara (ok. 1934) je bila prvič razstavljena v letih 1934–35 v Metropolitanskem muzeju umetnosti v New Yorku. V preteklih letih je bila čajna žara veliko razstavljena, med drugim v St. Louis Modern (2015–16) v St Louis Art Museum, Cranbrook Goes to the Movies: Films and Their Objects, 1925–1975 v Cranbrooku Art Museum (2014–15), in v letih 2005–07 na gostujoči razstavi Modernism in American Silver: 20th-Century Design, ki jo je organiziral Dallas Museum of Art in je potovala tudi na Smithsonian Institution v Washingtonu, D.C. V letih 1951–52 je bila čajna žara predstavljena na spominski razstavi Eliela Saarinena, ki je potovala na več prizorišč po Združenih državah. Poleg Cranbrooka, muzeja Dallas in muzeja St Louis, Britanski muzej v Londonu in Metropolitanski muzej umetnosti hranita tudi modele Eliela Saarinena, povezane s čajnimi žarami.
Eliel Saarinen je postal profesor na oddelku za arhitekturo Univerze Michigana. Leta 1947 je prejel zlato medaljo AIA.
Njegov sin Eero (1910–1961) je postal eden najpomembnejših ameriških arhitektov sredine 20. stoletja kot eden od nosilcev mednarodnega sloga. Saarinenov učenec Edmund N. Bacon je med letoma 1949 in 1970 dosegel nacionalno veljavo kot izvršni direktor komisije za načrtovanje mesta Filadelfija.

## Druga literatura
- Saarinen, Eliel (1985). The search for form in art and architecture. New York: Dover.
- Saarinen, Eliel (1943). The City: Its Growth, its decay, its future. New York: Reinhold publishing corporation.
- Hausen, Marika, ur. (1984). Eliel Saarinen: 1873–1950 – Works in Finland. Helsinki: Museum of Finnish Architecture.
- A&E with Richard Guy Wilson, Ph.D.,(2000). America's Castles: Newspaper Moguls, Pittock Mansion, Cranbrook House & Gardens, The American Swedish Institute. A&E Television Network.
- Eric J. Hill and John Gallagher (2002). AIA Detroit: The American Institute of Architects Guide to Detroit Architecture. Wayne State University Press. ISBN 0-8143-3120-3.
- Pelkonen, Eeva-Liisa (2006). Eero Saarinen. New Haven: Yale University Press. ISBN 0-300-11282-3.